# Relaciones Estados Unidos-Hungría

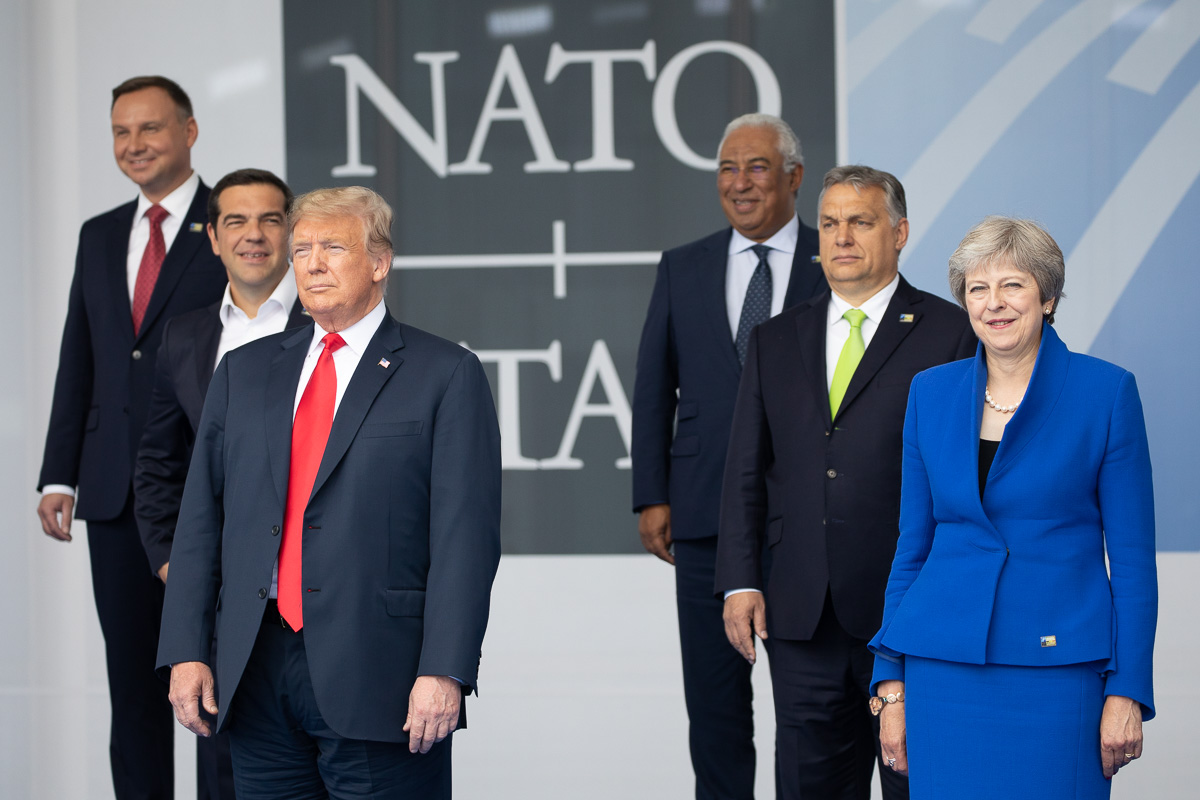
El presidente Donald Trump y el primer ministro Viktor Orbán en una cumbre internacional de la OTAN en 2018.

Las relaciones Estados Unidos-Hungría son las relaciones diplomáticas entre Estados Unidos y Hungría. De acuerdo con el Informe de liderazgo global de EE. UU. de 2012, el 38% de los húngaros aprueba el liderazgo de EE. UU., con un 20% de desaprobación y un 42% de incertidumbre, una disminución del 53% de aprobación en 2011.

## Historia
Hasta 1867 el Reino de Hungría era parte del Imperio austríaco y desde 1867 hasta 1918 de la monarquía dual de Austria-Hungría. Estados Unidos relaciones diplomáticas con Hungría se llevaron a cabo a través del Embajador de Estados Unidos en Austria en Viena. Después de la disolución del Imperio austro-húngaro después de la Primera Guerra Mundial, Hungría y los Estados Unidos establecieron relaciones bilaterales a través de una [legación] en Budapest establecida en 1921. El primer embajador estadounidense en Hungría (Theodore Brentano) fue Nombrado el 10 de febrero de 1922.
Las relaciones diplomáticas se interrumpieron al estallar la Segunda Guerra Mundial. Hungría rompió relaciones con los Estados Unidos el 11 de diciembre de 1941, cuando los Estados Unidos declararon la guerra en Alemania. Dos días después, el 13 de diciembre, Hungría declaró la guerra a los Estados Unidos. La embajada se cerró y el personal diplomático regresó a los EE. UU.
Las relaciones bilaterales normales entre Hungría y los Estados Unidos se reanudaron en diciembre de 1945 cuando se nombró un embajador de los Estados Unidos y se reabrió la embajada.
Las relaciones entre los Estados Unidos y Hungría después de la Segunda Guerra Mundial se vieron afectadas por las fuerzas armadas soviéticas  ocupación de Hungría. Las relaciones diplomáticas plenas se establecieron a nivel de legación el 12 de octubre de 1945, antes de la firma del tratado de paz húngaro el 10 de febrero de 1947. Después de la toma comunista en 1947-48, las relaciones con la República Popular de Hungría se convirtieron cada vez más tenso por la nacionalización de las propiedades de propiedad de los EE. UU. y lo que los Estados Unidos consideraron un tratamiento inaceptable para los ciudadanos y el personal de los EE. UU., así como las restricciones a las operaciones de la legación estadounidense. Aunque las relaciones se deterioraron aún más después de la supresión de la Revolución húngara de 1956, un intercambio de embajadores en 1966 inauguró una era de mejora de las relaciones. En 1972, se concluyó una convención consular para brindar protección consular a los ciudadanos estadounidenses en Hungría.
En 1973, se llegó a un acuerdo bilateral en virtud del cual Hungría resolvió las demandas de nacionalización de los ciudadanos estadounidenses. El 6 de enero de 1978, los Estados Unidos devolvieron la Santa Corona de Hungría, que había sido salvaguardada por los Estados Unidos desde el final de la Segunda Guerra Mundial. Simbólicamente y en realidad, este evento marcó el comienzo de excelentes relaciones entre los dos países. Un acuerdo comercial bilateral de 1978 incluyó la extensión del estatus de nación más favorecida a Hungría. Se ampliaron los intercambios culturales y científicos. Cuando Hungría comenzó a alejarse de la órbita soviética, Estados Unidos ofreció asistencia y experiencia para ayudar a establecer una constitución, un sistema político democrático y un plan para una economía de mercado libre.
Entre 1989 y 1993, la Ley Apoyo a la Democracia de Europa del Este (SEED) proporcionó más de $ 136 millones para la reestructuración económica y el desarrollo del sector privado. El Fondo Empresarial Húngaro-Americano ha ofrecido préstamos, capital social y asistencia técnica para promover el desarrollo del sector privado. El gobierno de los EE. UU. ha brindado asistencia financiera y de expertos para el desarrollo de instituciones modernas y occidentales en muchas áreas de políticas, incluida la seguridad nacional, agencia policial, medios de comunicación libres, regulaciones ambientales, educación y asistencia sanitaria. La inversión directa estadounidense ha tenido un impacto directo y positivo en la economía húngara y en la continuidad de las buenas relaciones bilaterales. Cuando Hungría accedió a OTAN en abril de 1999, se convirtió en un aliado formal de los Estados Unidos. Este movimiento ha sido apoyado consistentemente por la comunidad húngaro-estadounidense de 1.5 millones de personas. El gobierno de los Estados Unidos apoyó la adhesión de Hungría a la Unión Europea en 2004 y continúa trabajando con Hungría como un socio valioso en la relación transatlántica. Hungría se unió al Programa de exención de visa en 2008.

## Visitas mutuas de alto nivel
Visitas de Hungría a los Estados Unidos
- Primer Ministro József Antall (1990)
- Primer Ministro Gyula Horn (1995)
- Primer Ministro Viktor Orbán (2001)
- Primer Ministro Péter Medgyessy (2004)
- Primer Ministro Ferenc Gyurcsány (2005)
- Primer Ministro Gordon Bajnai (2009)
- Presidente László Sólyom (2006)

Visitas de los Estados Unidos a Hungría
- Presidente George H. W. Bush (1989)
- Presidente Bill Clinton (1994, 1996)
- Presidente George W. Bush (2006)

## Misiones diplomáticas residentes
de Hungría en los Estados Unidos
- Embajada[2] (1): Washington D. C.
- Consulado General (3): Chicago, Los Ángeles, Nueva York
- Consulado Honorario General (1): Atlanta
- Consulado Honorario (18): Boston, Cleveland, Denver, Hampden, Honolulu, Houston, Mayagüez, Mercer Island, Miami, Nueva Orleans, Portland, Sacramento, St. Louis, St. Louis Park, Salt Lake City, San Francisco, Sarasota, Charlotte

de los Estados Unidos en Hungría
- Embajada[3] (1): Budapest

## Ciudades hermanadas
- Budapest y  Nueva York
- Miskolc y  Cleveland, Ohio
- Pécs y  Seattle, Washington /  Tucson
- Szeged y  Toledo
- Tatabánya y  Fairfield
- Tokaj y  Sonoma

## Lecturas externas
- Bártfai, Imre, "Hungary & the U.S.: Will there be a New Direction for American Diplomacy?", IndraStra Global (2017) 3, ISSN 2381-3652 en línea
- Borhi, László, "In the Power Arena: U.S.-Hungarian Relations, 1942–1989," The Hungarian Quarterly (Budapest), 51 (Summer 2010), pp 67–81.
- Borhi, László. Hungary in the Cold War, 1945-1956: Between the United States and the Soviet Union (2004) en línea (enlace roto disponible en Internet Archive; véase el historial, la primera versión y la última).
- Frank, Tibor. Ethnicity, Propaganda, Myth-Making: Studies in Hungarian Connections to Britain and America, 1848–1945 (Budapest, Akadémiai Kiadó, 1999).
- Gati, Charles. Hungary and the Soviet Bloc (Duke University Press, 1986).
- Glant, Tibor, "Ninety Years of United States-Hungarian Relations," Eger Journal of American Studies, 13 (2012), 163–83.
- Glant, Tibor, "The Myth and History of Woodrow Wilson's Fourteen Points in Hungary," Eger Journal of American Studies (Eger), 12 (2010), 301–22.
- Horcicka, Václav, "Austria-Hungary, Unrestricted Submarine Warfare, and the United States' Entrance into the First World War," International History Review (Burnaby), 34 (June 2012), 245–69.
- Lévai, Csaba, "Henry Clay and Lajos Kossuth's Visit in the United States, 1851–1852," Eger Journal of American Studies (Eger), 13 (2012), pp 219–41.
- Max, Stanley. The Anglo-American Response to the Sovietization of Hungary, 1945– 1948 (Michigan: University of Michigan Press, 1990).
- Peterecz, Zoltán, "'A Certain Amount of Tactful Undermining': Herbert C. Pell and Hungary in 1941," The Hungarian Quarterly (Budapest), 52 (Spring–Summer 2011), pp 124–37.
- Peterecz, Zoltán, "American Foreign Policy and American Financial Controllers in Europe in the 1920s," Hungarian Journal of English and American Studies (Debrecen), 18 (2012), pp 457–85.
- Peterecz, Zoltán, "Money Has No Smell: Anti-Semitism in Hungary and the Anglo-Saxon World, and the Launching of the International Reconstruction Loan for Hungary in 1924," Eger Journal of American Studies (Eger), 13 (2012), pp 273–90.
- Peterecz, Zoltán, "The Fight for a Yankee over Here: Attempts to Secure an American for an Official League of Nations Post in the Postwar Central European Financial Reconstruction Era of the 1920s," Eger Journal of American Studies (Eger), 12 (2010), pp 465–88.
- Radvanyi, Janos. Hungary and the Superpowers, The 1956 Revolution and Realpolitik (Stanford University Press, 1972).
- Romsics, Ignác, ed. Twentieth Century Hungary and the Great Powers (Boulder: East European Monographs, 1996).
- Sakmyster, Thomas L. (1994). Hungary's Admiral on Horseback: Miklós Horthy, 1918–1944. Boulder: East European Monographs.